# Relaciones Afganistán-Estados Unidos
Las relaciones Afganistán-Estados Unidos son las relaciones diplomáticas entre los Estados Unidos de América y el Emirato Islámico de Afganistán. Las relaciones entre Afganistán y Estados Unidos se remontan a 1921 pero el primer contacto entre los dos ocurrió en la década de 1830 cuando visitó Afganistán la primera persona registrada desde Estados Unidos. En la última década, las relaciones afgano-estadounidenses se han fortalecido. Afganistán y los Estados Unidos tienen una asociación estratégica fuerte y amigable. En 2012, las relaciones se volvieron aún más estrechas cuando el presidente de los Estados Unidos, Barack Obama declaró a Afganistán como Aliado importante extra-OTAN. Sin embargo, Joe Biden revocó su designación en 2022 después de que los talibanes tomaran el control de Kabul. Según una encuesta de 2012 BBC, Estados Unidos fue el país más favorecido en Afganistán.

## Historia

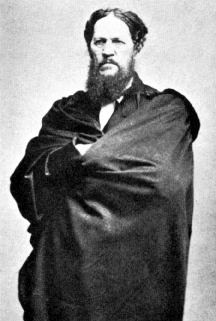
Josiah Harlan también conocido como 'Prñincipe de Ghor es un estadounidense aventurero y un activista político que se muestra en este fotografía de antes de 1871 con una túnica afgana.

El primer contacto registrado entre Afganistán y los Estados Unidos ocurrió en la década de 1830 cuando Josiah Harlan, un aventurero estadounidense y  activista político del área Filadelfia de Pensilvania, viajó al subcontinente indio con intenciones de convertirse en rey de Afganistán. Fue cuando el India británica invadió Afganistán, durante la Primera Guerra Anglo-afgana (1838–1842) cuando los reyes afganos Shuja Shah Durrani y Dost Mohammed Khan estaban luchando por el trono del Imperio durrani. Harlan se involucró en Política afgana y acciones militares de facciones, y finalmente ganó el título de Príncipe de Ghor a cambio de ayuda militar. Las fuerzas británico-indias fueron derrotadas y obligadas a retirarse por completo unos años más tarde, y se informó que alrededor de 16.500 de ellas asesinadas y capturadas en 1842. No hay pruebas claras de lo que sucedió porque el reclamo fue hecho por William Brydon, el único sobreviviente. Se cree que Harlan abandonó Afganistán en el mismo período y finalmente regresó a los Estados Unidos.
En 1911, A.C. Jewett llegó a Afganistán para construir una planta hidroeléctrica cerca de Kabul. Se convirtió en el ingeniero jefe del rey Habibulá Khan. Anteriormente empleado de General Electric (GE), se convirtió en el segundo estadounidense conocido que vive y trabaja en Afganistán.

### Relaciones diplomáticas oficiales
En enero de 1921, después de que se firmara el Tratado de Rawalpindi entre Afganistán y la India británica, la Misión diplomática de Afganistán visitó los Estados Unidos para establecer relaciones diplomáticas. A su regreso a Kabul, los enviados trajeron una carta de saludo del Presidente Warren G. Harding. Después del establecimiento de relaciones diplomáticas, la política de los EE. UU. De ayudar a los países en desarrollo a mejorar su nivel de vida fue un factor importante para mantener y mejorar los vínculos de los EE. UU. Con Afganistán. Residiendo en Teherán, William Harrison Hornibrook sirvió como residente Enviado (ministro Plenipotenciario) de EE. UU. No residente en 1935. Louis Goethe Dreyfus Sirvió de 1940 a 1942, momento en el que se abrió Kabul Legación en junio de 1942. El comandante Gordon Enders del Ejército de los Estados Unidos fue nombrado el primer agregado militar de Kabul y Cornelius Van Hemert Engert representó la Legación de los Estados Unidos de 1942 a 1945, seguido por Ely Eliot Palmer de 1945 a 1948. Aunque Afganistán tenía relaciones cercanas con la Alemania nazi, se mantuvo neutral y no participó en la Segunda Guerra Mundial.

### Guerra Fría
Las relaciones afgano-americanas cobraron importancia durante el inicio de la Guerra Fría, entre los Estados Unidos y la Unión Soviética. El Príncipe Mohammed Naim, primo del rey Zahir Shah, se convirtió en el Encargado de Negocios de Washington D. C. En ese momento, el presidente de los Estados Unidos Harry S. Truman comentó que la amistad entre los dos países sería "preservada y fortalecida" por el Presencia de altos diplomáticos en cada capital. El primer embajador oficial de Afganistán en los Estados Unidos fue Habibullah Khan Tarzi, quien sirvió hasta 1953. La Legación de Kabul de los Estados Unidos se elevó a la Embajada de Kabul el 6 de mayo de 1948. Louis Goethe Dreyfus, quien anteriormente se desempeñó como ministro Plenipotenciario, se convirtió en Embajador de los Estados Unidos en Afganistán de 1949 a 1951. La primera expedición estadounidense a Afganistán fue dirigida por Louis Dupree, Walter Fairservis y Henry Hart. En 1953, Richard Nixon que se desempeñaba como vicepresidente de Estados Unidos en ese momento realizó una visita diplomática oficial a Kabul. También hizo un breve recorrido por la ciudad y se reunió con afganos locales.

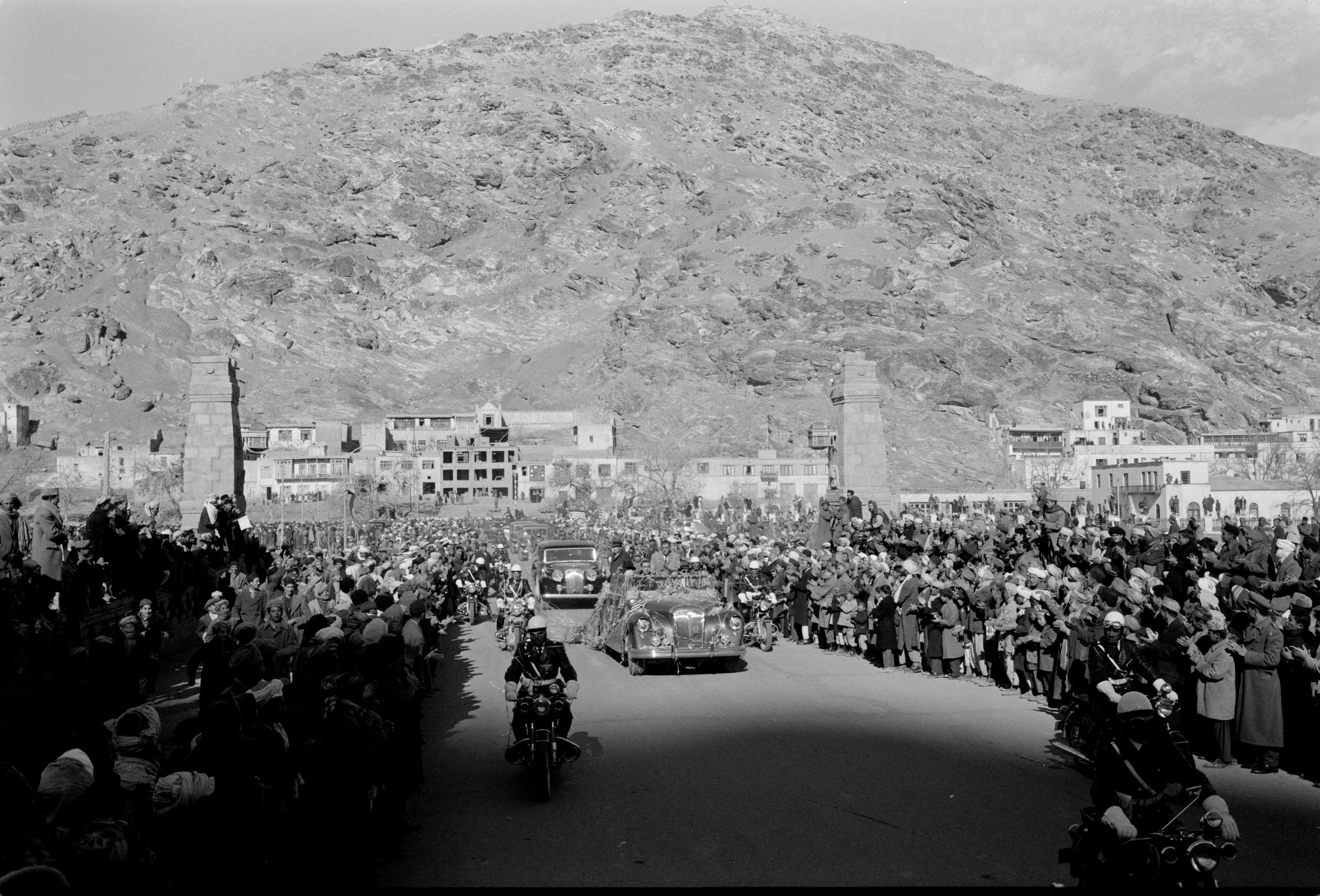
La visita de estado de Dwight D. Eisenhower a Afganistán el 9 de diciembre de 1959.

En 1958, primer ministro Daoud Khan se convirtió en el primer afgano en hablar ante el Congreso de los Estados Unidos en Washington D. C. Su presentación se centró en una serie de temas, pero lo más importante, subrayó la importancia de las relaciones entre Estados Unidos y Afganistán. Mientras estuvo en Washington, la capital de los Estados Unidos, Daoud se reunió con el presidente Dwight Eisenhower, firmó un importante acuerdo de intercambio cultural y reafirmó las relaciones personales con el vicepresidente Nixon que habían comenzado durante el viaje de este último a Kabul en 1953. El primer ministro también viajó por los Estados Unidos visitando la Bolsa de Nueva York, el Empire State Building, las instalaciones hidroeléctricas en la Tennessee Valley Authority (TVA), y otros sitios.

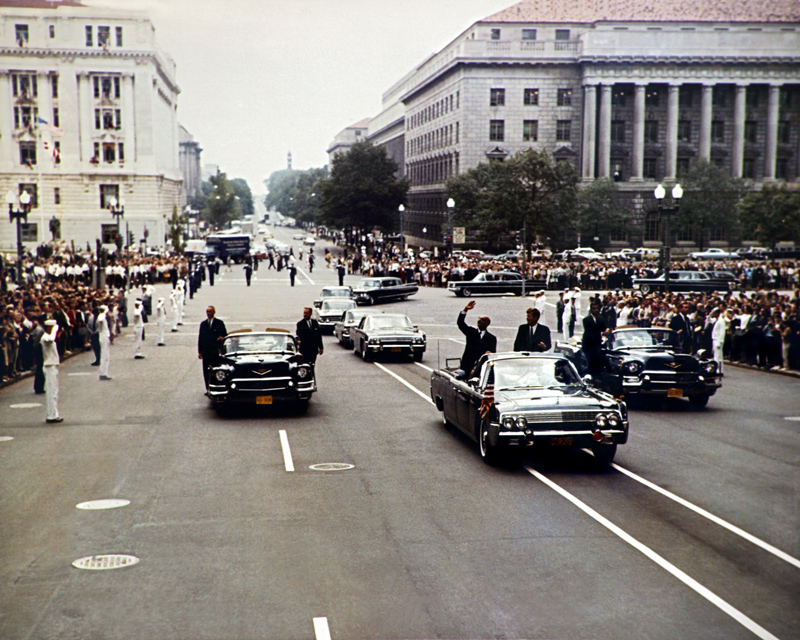
Rey Zahir Shah de Afganistán y el Presidente de los Estados Unidos John F. Kennedy en Washington D.C., dos meses antes de su asesinato.

En ese momento, Estados Unidos rechazó la solicitud de Afganistán para la cooperación en defensa, pero extendió un programa de asistencia económica centrado en el desarrollo de la infraestructura física de Afganistán: carreteras, represas y centrales eléctricas. Más tarde, la ayuda de los Estados Unidos pasó de proyectos de infraestructura a programas de asistencia técnica para ayudar a desarrollar las habilidades necesarias para construir una economía moderna. Los contactos entre los Estados Unidos y Afganistán aumentaron durante la década de 1950, especialmente durante la Revolución cubana entre 1953 y 1959. Mientras que la Unión Soviética apoyaba a Cuba Fidel Castro, los Estados Unidos fueron centrándose en Afganistán por su fines estratégicos. Esto fue principalmente para contrarrestar la propagación del comunismo y la fuerza de la Unión Soviética en Asia del Sur, particularmente el Golfo Pérsico.
El presidente Eisenhower realizó una visita de estado a Afganistán en diciembre de 1959 para reunirse con sus líderes. Aterrizó en Bagram Airfield y luego condujo de allí a Kabul en una caravana. Se reunió con el rey Zahir Shah, el primer ministro Daoud y varios funcionarios gubernamentales de alto rango. También hizo un recorrido por Kabul. Después de esta importante visita, los Estados Unidos comenzaron a sentir que Afganistán estaba a salvo de convertirse en un estado satélite soviético. Desde la década de 1950 hasta 1979, la asistencia extranjera de los EE. UU. Proporcionó a Afganistán más de $ 500 millones en préstamos, subvenciones y excedentes de productos agrícolas para desarrollar instalaciones de transporte, aumentar la producción agrícola, ampliar el sistema educativo, estimular la industria y mejorar la administración gubernamental.
En 1963, el rey Zahir Shah de Afganistán realizó una visita de estado especial a los Estados Unidos donde fue recibido por John F. Kennedy y Eunice Kennedy Shriver. Zahir Shah también realizó una gira especial por los Estados Unidos, visitando Disney Land en California, Nueva York y otros lugares. Habibullah Karzai, tío de Hamid Karzai que se desempeñó como representante de Afganistán en Naciones Unidas, también se cree que acompañó a Zahir Shah en el curso de la visita de estado del Rey. Durante este período, los soviéticos empezaron a sentir que Estados Unidos estaba convirtiendo a Afganistán en un estado satélite. En 1965, Afganistán y Cuba vieron el establecimiento de partidos comunistas, el Partido Comunista de Cuba y el Partido Democrático Popular de Afganistán (PDPA).
El vicepresidente Spiro Agnew, acompañado por los astronautas Apolo 10 Thomas Stafford y Eugene Cernan, visitó Kabul durante una gira por once naciones de Asia. En una cena formal ofrecida por la Familia Real, la delegación estadounidense presentó al Rey un pedazo de roca lunar, una pequeña bandera afgana en el vuelo Apolo 11 a la luna y se tomaron fotografías de Afganistán. del espacio. En la década de 1970, numerosos maestros, ingenieros, médicos, académicos, diplomáticos y exploradores estadounidenses habían atravesado el accidentado paisaje de Afganistán donde vivían y trabajaban. El Cuerpo de Paz estuvo activo en Afganistán entre 1962 y 1979. Muchos otros programas estadounidenses se estaban ejecutando en el país, como CARE, Scouting estadounidense en el extranjero (Afganistán Asociación de Scouts), USAID, y otros.

### Invasión soviética y guerra civil.
Después de la [Revolución Saur] de abril de 1978, las relaciones entre las dos naciones se deterioraron. En febrero de 1979, el embajador de los Estados Unidos  Adolph "Spike" Dubs fue asesinado en Kabul después de que las fuerzas de seguridad afganas irrumpieran sobre sus secuestradores. Los Estados Unidos luego redujeron la asistencia bilateral y terminaron un pequeño programa de entrenamiento militar. Todos los acuerdos de asistencia restantes se terminaron después de la invasión soviética de Afganistán.
Tras la invasión soviética, Estados Unidos apoyó los esfuerzos diplomáticos para lograr una retirada soviética. Además, las generosas contribuciones estadounidenses al programa de refugiados en Pakistán desempeñaron un papel importante en los esfuerzos para ayudar a los refugiados afganos. Los esfuerzos de los Estados Unidos también incluyeron ayudar a la población que vive dentro de Afganistán. Este programa asistencia humanitaria transfronteriza] tenía como objetivo aumentar la autosuficiencia afgana y ayudar a resistir los intentos soviéticos de expulsar a los civiles del campo dominado por los rebeldes. Durante el período de ocupación soviética de Afganistán, los EE. UU. Proporcionaron aproximadamente 3 mil millones dólares estadounidenses en asistencia militar y económica a los muyahidines grupos estacionados en el lado pakistaní de la Línea Durand. La Embajada de los Estados Unidos en Kabul se cerró en enero de 1989 por razones de seguridad.
Los Estados Unidos dieron la bienvenida a la nueva administración islámica que llegó al poder en abril de 1992 después de la caída del ex gobierno respaldado por los soviéticos. Después de esto, los grupos muyahidines que ganaron iniciaron una Guerra civil afgana (1992-96) entre ellos, pero la atención de los Estados Unidos estaba lejos de Afganistán en ese momento.

### Presencia de la OTAN y la administración Karzai

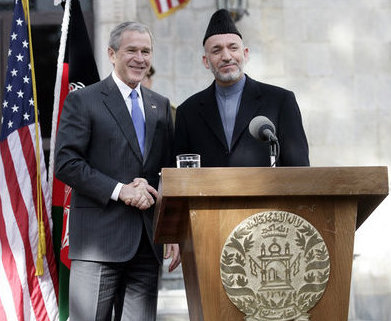
El expresidente de los Estados Unidos George W. Bush con el presidente de Afganistán Hamid Karzai en Kabul, Afganistán, el 1 de marzo de 2006.

Después de los ataques del 11 de septiembre en los Estados Unidos, se cree que fue orquestado por Osama bin Laden que residía en Afganistán bajo asilo en ese momento, las Fuerzas Armadas de los Estados Unidos lanzaron la Operación Libertad Duradera. Esta importante operación militar tenía como objetivo sacar al gobierno de los talibanes del poder y capturar o matar a al Qaeda miembros, incluido Osama bin Laden. Tras el derrocamiento de los talibanes, los Estados Unidos apoyaron al nuevo gobierno de Presidente de Afganistán Hamid Karzai al mantener un alto nivel de tropas para establecer la autoridad de su gobierno también para combatir la insurgencia talibán. Tanto Afganistán como Estados Unidos reanudaron los lazos diplomáticos a fines de 2001.

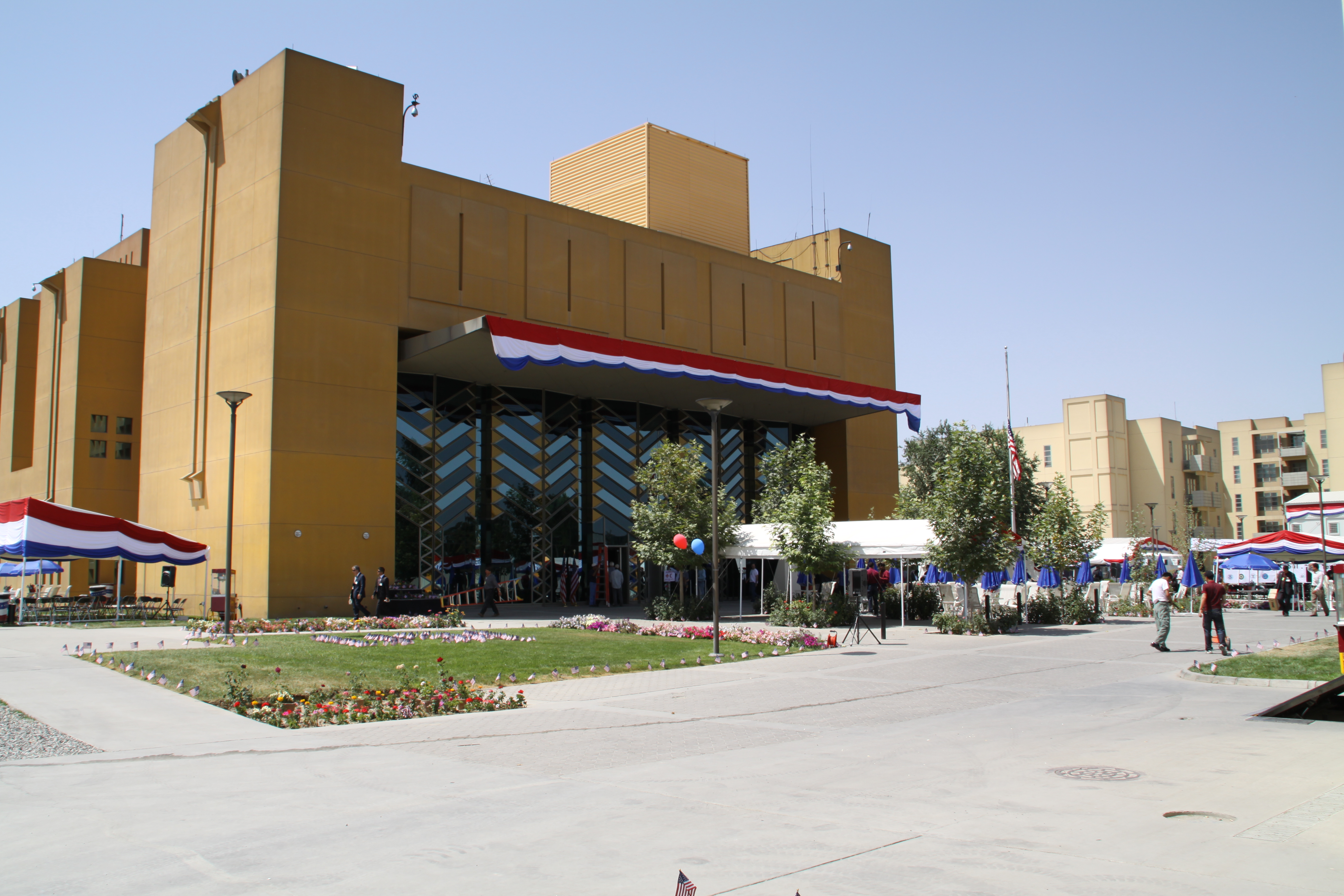
Embajada en Kabul, Afganistán. También hay un consulado en la ciudad de Herat en el oeste, y se están construyendo otros en Mazar-e-Sharif en el norte, Kandahar en el sur, y Jalalabad en el este.

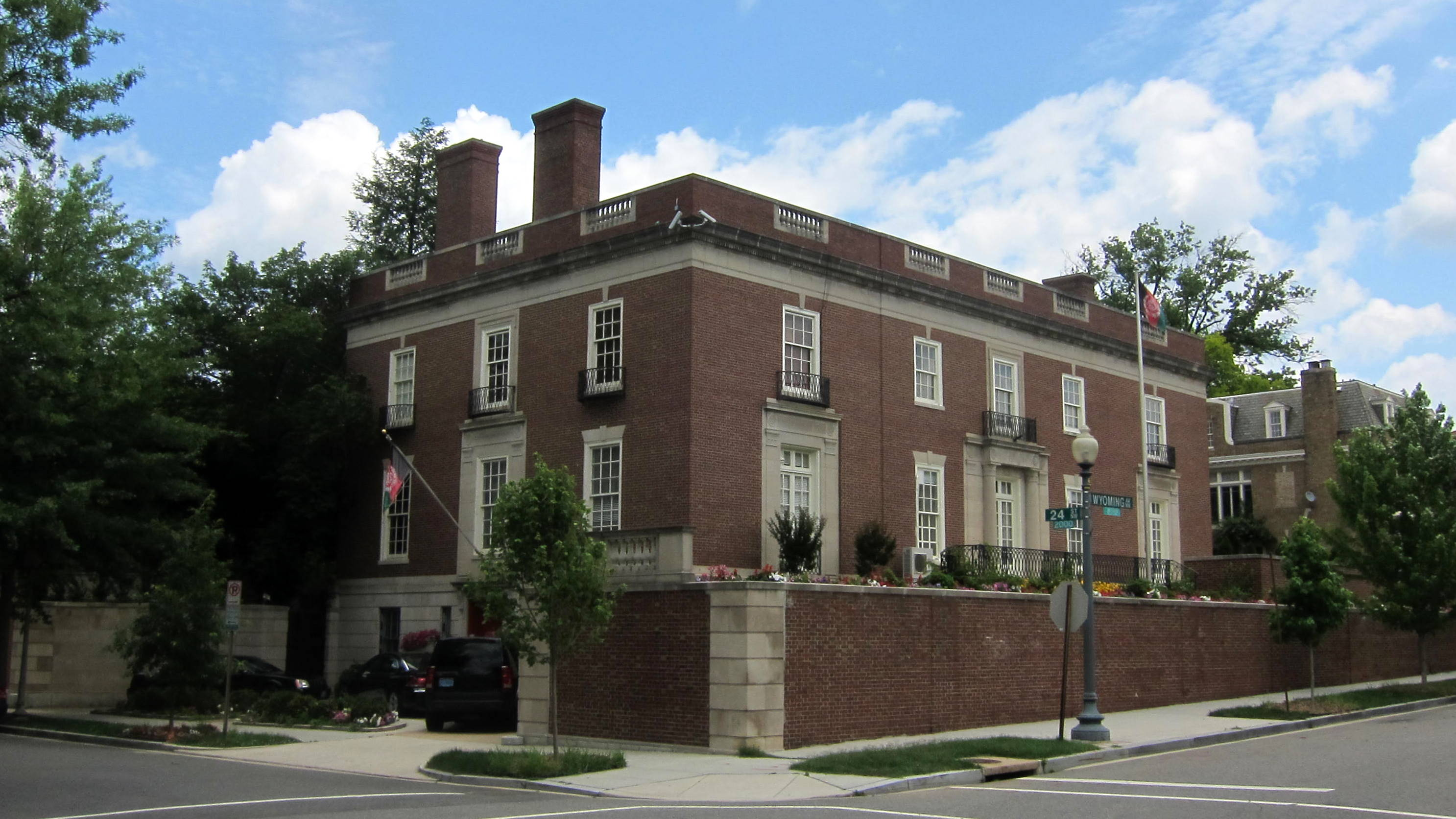
Embajada de Afganistán en Washington D. C., Estados Unidos.

Los Estados Unidos han asumido el papel principal en la reconstrucción de Afganistán proporcionando miles de millones de dólares a las Fuerzas de Seguridad Nacional de Afganistán, construyendo carreteras nacionales, instituciones gubernamentales y educativas. En 2005, los Estados Unidos y Afganistán firmaron un acuerdo de asociación estratégica comprometiendo a ambas naciones a una relación a largo plazo. El 1 de marzo de 2006, el presidente de los Estados Unidos George W. Bush junto con su esposa Laura hicieron una visita a Afganistán donde saludaron a los soldados estadounidenses, se reunieron con funcionarios afganos y luego asistieron a una ceremonia de inauguración. en la embajada de Estados Unidos. Aunque muchos políticos estadounidenses han elogiado el liderazgo del presidente afgano Hamid Karzai, ha sido atacado en 2009 por la  administración de Obama por su falta de voluntad para acabar con la corrupción gubernamental. Después de ganar la elección presidencial de 2009 Karzai prometió abordar el problema. Afirmó que "las personas involucradas en la corrupción no tendrán lugar en el gobierno".

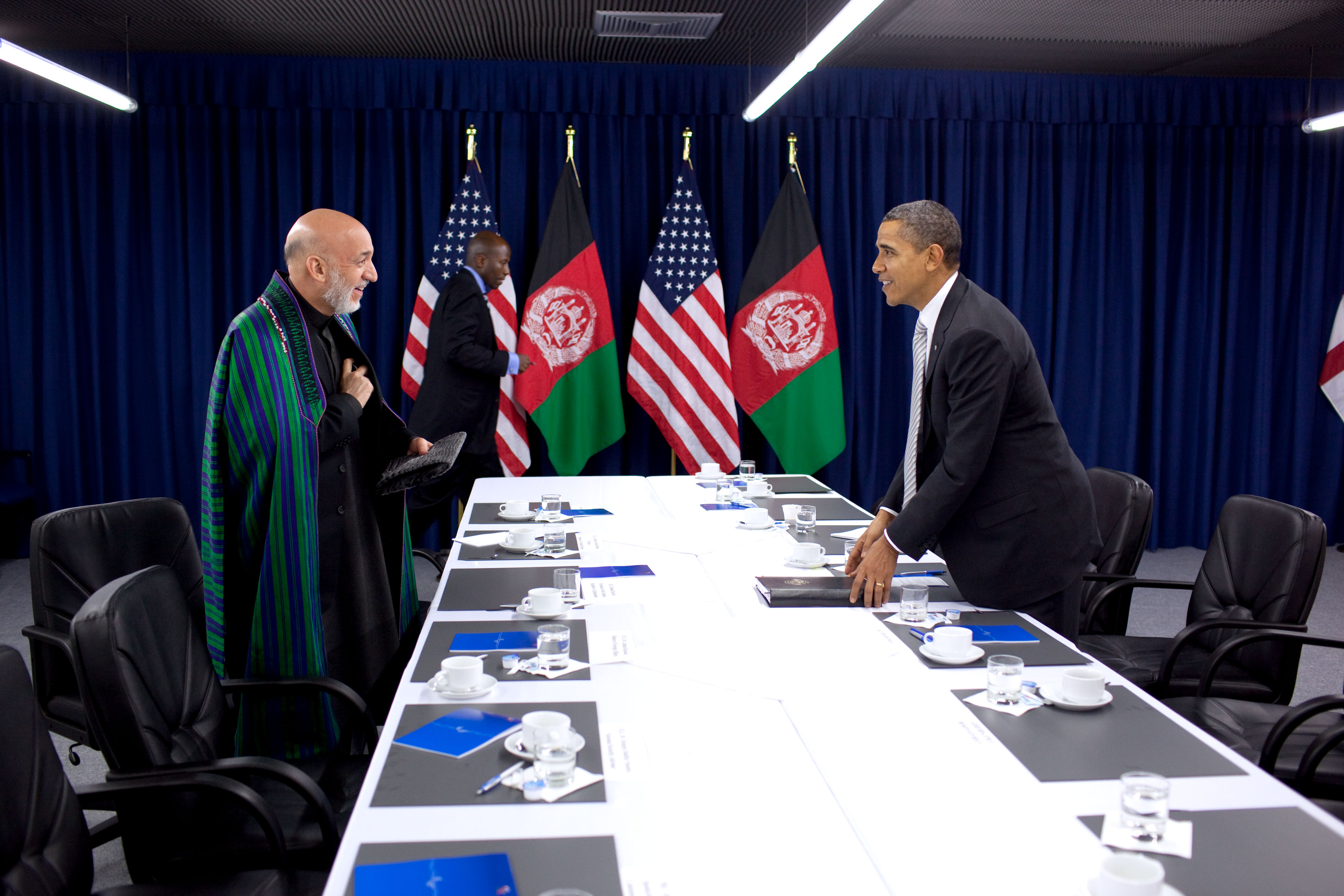
Karzai y el presidente de los Estados Unidos Barack Obama en la Cumbre de la OTAN en noviembre de 2010.

La Embajada de los Estados Unidos en Kabul comenzó la renovación a fines de 2001 y se amplió varios años después. Muchos políticos estadounidensesde alto nivel, personal militar, celebridades y periodistas comenzaron a visitar Afganistán en los últimos nueve años. El Departamento de Estado de los Estados Unidos actualmente está gastando otros $ 500 millones para ampliar aún más su embajada en Kabul, que está programada para completarse en 2014. En diciembre de 2009, el embajador de los Estados Unidos Karl Eikenberry y los funcionarios afganos, después de firmar un contrato de arrendamiento de tierras para la misión con el Ministro de Relaciones Exteriores de Afganistán Rangin Spanta , anunció que Estados Unidos abrirá consulados fuera de Kabul. Se firmó un primer contrato de arrendamiento en la ciudad norteña de Mazar-i-Sharif y un segundo contrato en la ciudad occidental de Herat. El consulado en Herat operará temporalmente por tres años en un hotel arrendado. Durante el período, Estados Unidos construirá un nuevo edificio para el consulado allí. Los consulados de Herat y Mazar-i-Sharif comenzarán a funcionar a mediados de 2011. Se están planeando otros dos consulados de los Estados Unidos para las zonas sur y este de Afganistán, uno en Kandahar y otro en Jalalabad.
La República Islámica de Afganistán tiene una embajada en Washington D. C., así como un consulado en Nueva York y otro en Los Ángeles. El actual embajador afgano en los Estados Unidos es Hamdullah Mohib, que reemplaza a Eklil Ahmad Hakimi a principios de 2015.
Las Fuerzas Armadas de los Estados Unidos han aumentado gradualmente su nivel de tropas en Afganistán desde 2002, llegando a unos 100.000 en 2010. Comenzarán a irse lentamente desde mediados de 2011 hasta finales de 2014. Sin embargo, el vicepresidente de Estados Unidos Joe Biden ha propuesto estacionar un número desconocido de las fuerzas militares de EE. UU. después de 2014. El senador de Carolina del Sur Lindsey Graham también sugirió que Estados Unidos debería permanecer en Afganistán de forma permanente. Afirma que esto beneficiaría a ambas naciones, ya que EE. UU. Tendría una idea clara de lo que sucedía en la región a diario, y las fuerzas de seguridad afganas tendrían una ventaja militar para garantizar que el país nunca volviera a las manos de los talibanes Además, afirmó que líderes afganos aceptan esta presencia militar estadounidense a largo plazo, ya que les beneficia, pero el vecino Irán y algunos de sus aliados se oponen a ella, aunque esta afirmación es discutible.
En enero de 2017, los Estados Unidos decidieron enviar 300 marines a la provincia de Helmand en Afganistán para ayudar a las fuerzas de seguridad afganas a combatir a los insurgentes talibanes en asuntos de inteligencia y logística.
Los funcionarios estadounidenses y afganos dijeron después de la designación de Afganistán como mayor no OTAN por parte de Estados Unidos en julio de 2012 que ahora deben recurrir a un acuerdo que mantendría una fuerza estadounidense residual en Afganistán para continuar entrenando a soldados afganos y rastrear a los insurgentes después de 2014 Las conversaciones sobre el acuerdo aún no han comenzado según los funcionarios estadounidenses. Las estimaciones de la cantidad de tropas que podrían permanecer varían desde tan poco como 10.000 hasta 25.000 o 30.000. Pero la Sra. Clinton reiteró el 7 de julio de 2012 que Washington preveía mantener a las tropas estadounidenses en Afganistán, donde proporcionarían el tipo de poder aéreo y las capacidades de vigilancia necesarias para dar a las fuerzas afganas una ventaja sobre los talibanes. "Este es el tipo de relación que creemos que será especialmente beneficiosa cuando hagamos la transición y cuando planifiquemos la presencia posterior a 2014", dijo. "Abrirá la puerta al ejército de Afganistán para tener una mayor capacidad y una relación más amplia con los Estados Unidos y especialmente con el ejército de los Estados Unidos".

#### Acuerdo de asociación estratégica duradera
El 2 de mayo de 2012, el presidente afgano Hamid Karzai y el presidente de los Estados Unidos Barack Obama firmaron un acuerdo de asociación estratégica entre los dos países, después de que el presidente de los Estados Unidos hubiera llegado a Kabul como parte de un anuncio no anunciado. viaje a Afganistán en el primer aniversario de muerte de Osama bin Laden. El Acuerdo de Asociación EstratégicaEstados Unidos-Afganistán, oficialmente titulado "Acuerdo de Asociación Estratégica Duradera entre la República Islámica de Afganistán y los Estados Unidos de América", proporciona el marco a largo plazo para la relación entre Afganistán y los Estados Unidos de América después de la reducción de las fuerzas estadounidenses en la guerra de Afganistán. El Acuerdo de Asociación Estratégica entró en vigencia el 4 de julio de 2012, según lo declarado por la Secretaría de Estado de los Estados Unidos Hillary Clinton, quien dijo el 8 de julio de 2012 en la Conferencia de Tokio sobre Afganistán: "Al igual que varios países representados aquí, Estados Unidos Estados y Afganistán firmaron un Acuerdo de Asociación Estratégica que entró en vigencia hace cuatro días ".
El 7 de julio de 2012, como parte del Acuerdo de Asociación Estratégica Duradera, los Estados Unidos designaron a Afganistán como importante aliado no OTAN después de que la Secretaría de Estado de los Estados Unidos Hillary Clinton llegó a Kabul para reunirse con el presidente Karzai. Ella dijo: "Hay una serie de beneficios que se acumulan en los países que tienen esta designación ... Pueden tener acceso a suministros de defensa en exceso, por ejemplo, y pueden ser parte de ciertos tipos de capacitación y desarrollo de capacidades".

#### Fin de la guerra de Afganistán y retirada de tropas occidentales

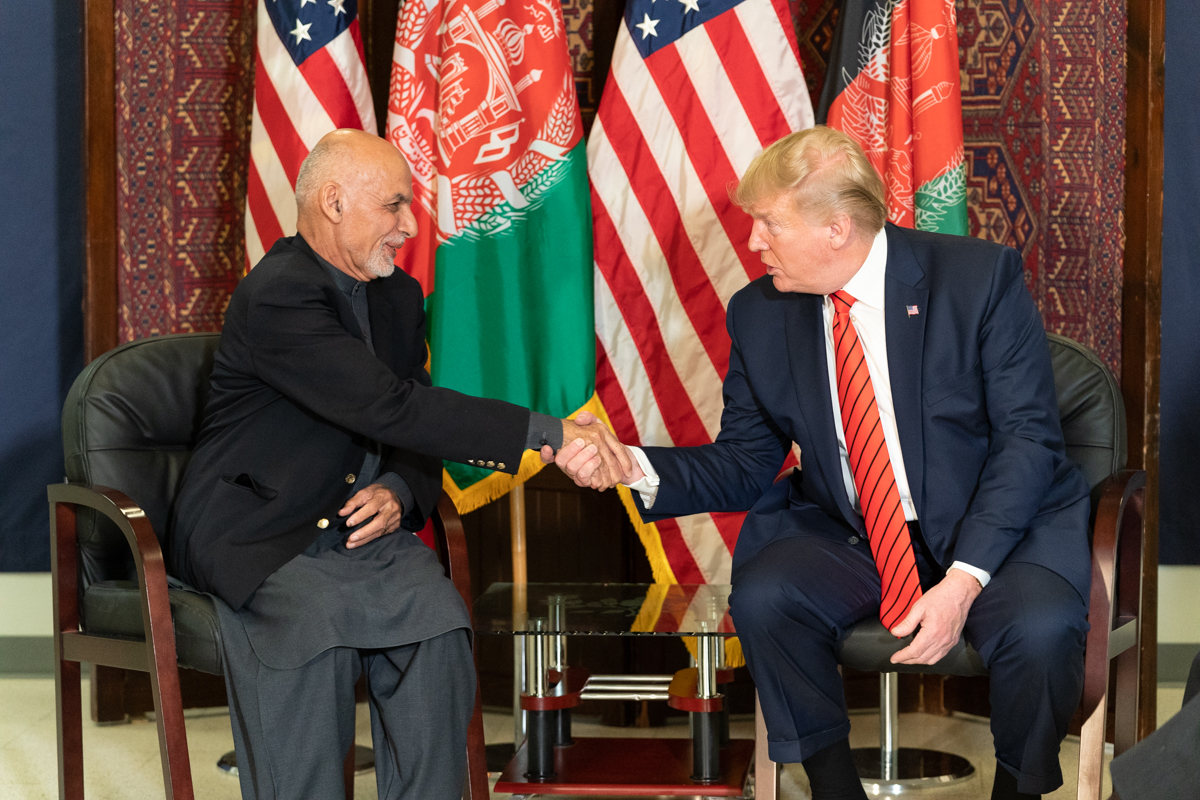
Trump y el presidente afgano Ashraf Ghani en noviembre de 2019.

En noviembre de 2019 el presidente Donald Trump visitó por sorpresa a los soldados estadounidenses en el país asiático, y además anunció su intención de comenzar conversaciones de paz con los talibanes.

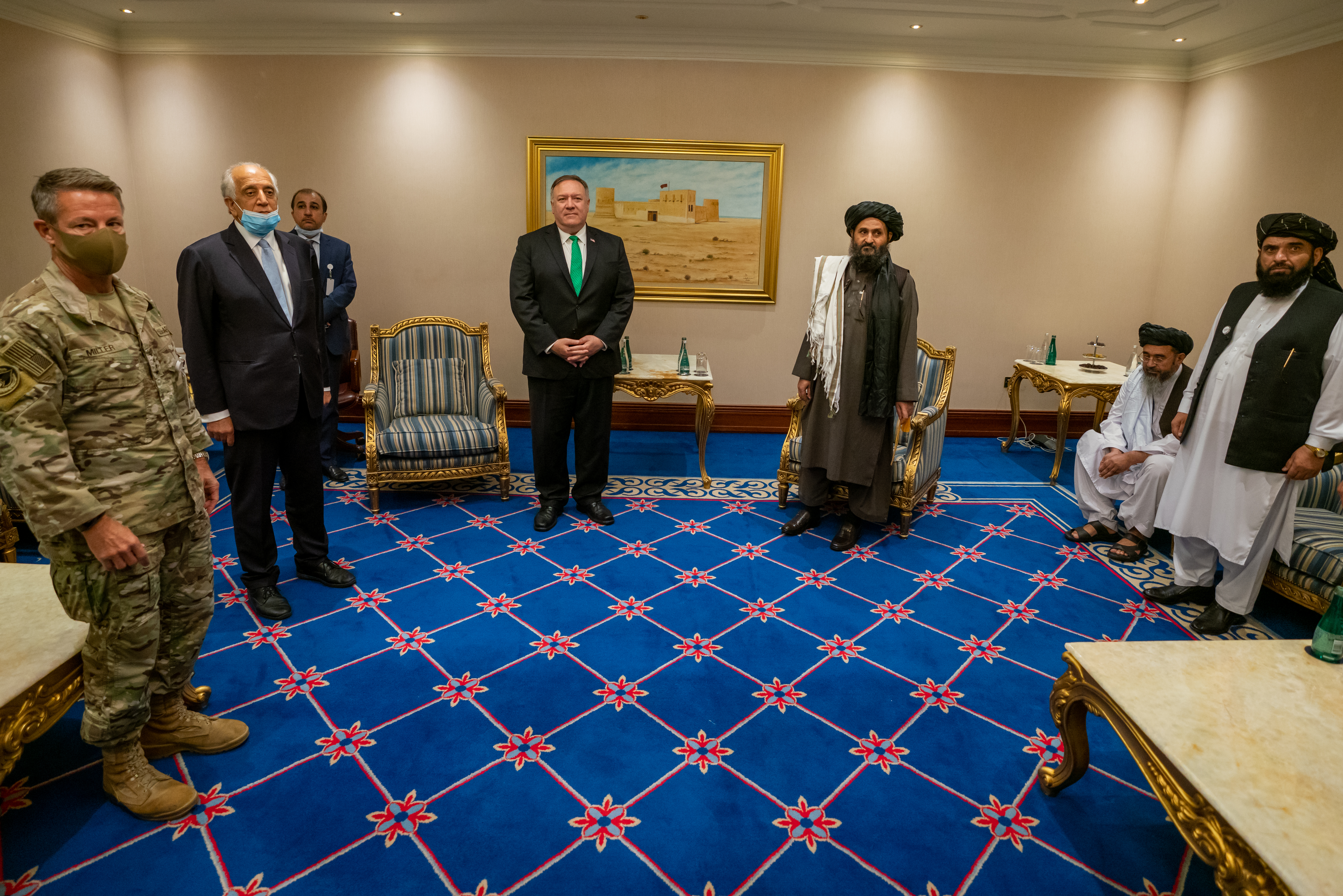
El Secretario de Estado de los Estados Unidos Mike Pompeo reuniéndose con una delegación de los talibanes en Doha, Catar, el 12 de septiembre de 2020.

El 29 de febrero de 2020 el secretario de Estado, Mike Pompeo, logra firmar el acuerdo de Doha con los talibanes, con lo cual el presidente Trump buscó poner fin a la guerra de Afganistán sobre la base de condiciones con el grupo islámico, recalcando que "Si ocurren cosas malas, volveremos y volveremos tan rápido y con tanta fuerza que nadie habrá visto nada igual. Pero no creo que eso sea necesario".
El acuerdo buscó terminar con la guerra de Afganistán, y estableció la retirada de las fuerzas estadounidenses y de la OTAN del país asiático en para mayo de 2021, así como la ruptura del Talibán con Al Qaeda y Estado Islámico.
Estados Unidos accedió a una reducción inicial de su nivel de fuerza de 13 000 a 8600 en julio de 2020, seguido de una retirada total dentro de los 14 meses si los talibanes mantenían sus compromisos. Estados Unidos también se comprometió a cerrar cinco bases militares en 135 días y expresó su intención de poner fin a las sanciones económicas contra los talibanes antes del 27 de agosto de 2020.

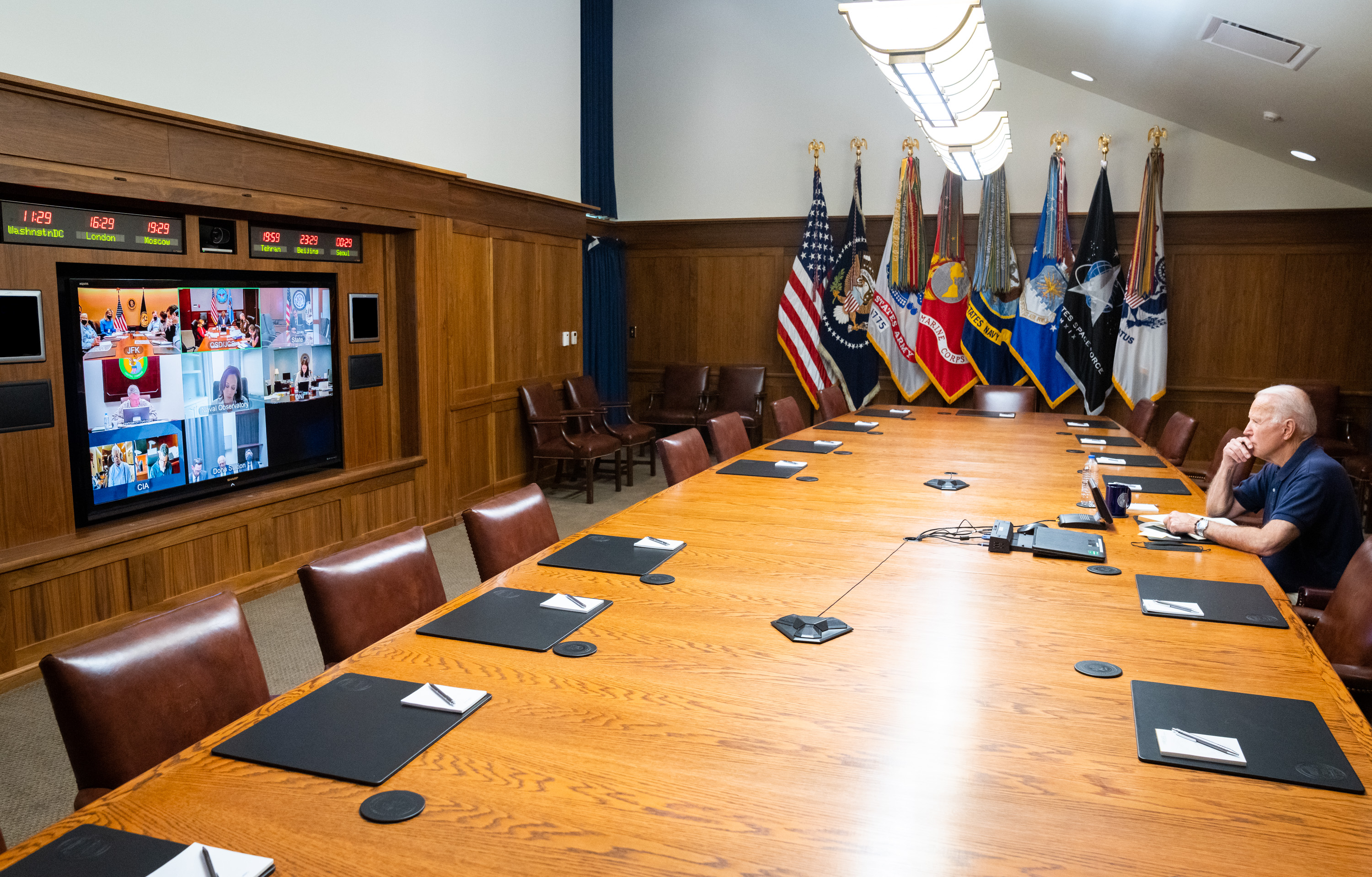
Joe Biden en una reunión con el Consejo de Seguridad Nacional de los Estados Unidos durante la caída de Kabul el 15 de agosto de 2021.

Estados Unidos retira sus últimas tropas el 30 de agosto de 2021 durante la presidencia de Joe Biden y tras la caída de Kabul el 15 de agosto del mismo año en donde los talibanes retoman Afganistán y lo convierten en el Emirato Islámico de Afganistán.

### Acuerdos bajo la administración Biden
El 21 de enero de 2025, dos estadounidenses detenidos en Afganistán son liberados a cambio de un combatiente talibán en Estados Unidos. El acuerdo fue negociado por Catar y finalizado en las últimas horas de la administración saliente de Biden.